# Zauberturm

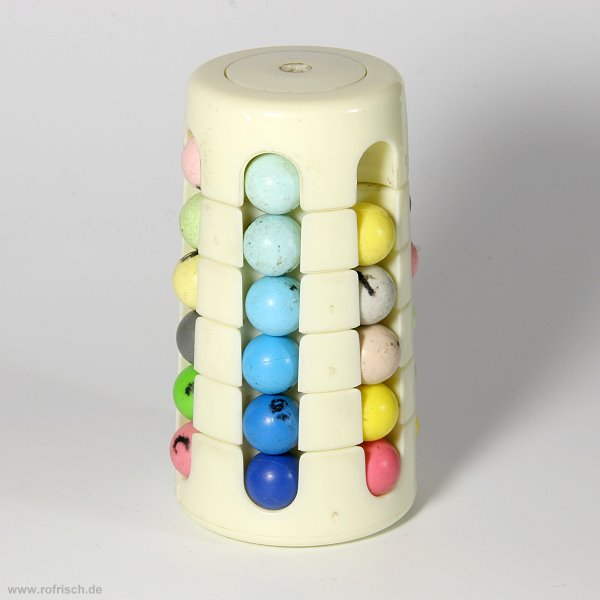
Zauberturm

Der Zauberturm, auch Babylon-Tower, Ivory-Tower, Turm zu Babylon oder Big Mama genannt, ist ein mathematisches Knobelspiel, vergleichbar dem Zauberwürfel oder der Teufelstonne. Er wurde von Endre Pap 1982 erfunden und wird durch das DE-Patent 3104021  geschützt.
Das Spiel besteht aus einem „Zylinder“ aus Plastik, der in sechs ringförmige Ebenen eingeteilt ist. Die Ebenen lassen sich gegeneinander verdrehen.
Eine Kugel lässt sich durch Drücken nach innen versenken, so dass die Anordnung der Kugeln durch Verdrehen der Ringe und senkrechtes Verschieben der Lücke verändert werden kann.
Die Aufgabe besteht darin, die Kugeln zu sortieren, das heißt Kugeln gleicher Grundfarbe in übereinander liegende Kammern zu befördern, wobei die Helligkeit der Kugeln von unten nach oben zunehmen soll.
Siehe auch: Murmeln, Mechanische Geduldsspiele